# Apurímac (přítok Ucayali)
Apurímac (španělsky Río Apurímac) je řeka v Peru, v Jižní Americe. Je levou zdrojnicí Ucayali, která je společně s Maraňonem jednou ze dvou hlavních zdrojnic Amazonky. Je 1 070 km dlouhá.
Údolí řeky Apurímac tvoří část území VRAEM (Valle de los Ríos Apurímac, Ene y Mantaro – „údolí řek Apurímac, Ene a Mantaro“), kde operují zbylé jednotky Světlé stezky, proti nimž vede peruánská vláda protiteroristickou operaci.

## Průběh toku
Pramen zdrojnic řeky Apurímac je zároveň pokládán za hlavní pramennou oblast řeky Amazonky. Její horní tok je nazýván Lloqueta a ten je napájen čtyřmi pramennými toky – řekami Carhuasanta, Apacheta, Ccaccansa a Sillanque. Tato pramenná oblast se nachází v provincii Arequipa asi 160 km od pobřeží Tichého oceánu. Za pramen bývá považován pramen zdrojnice Carhuasanta pod horou Nevado del Mismi.
Apurímac teče převážně severozápadním směrem v úzkých údolích hlubokých až 3000 m mezi hřbety And. Na řece se nachází množství peřejí, které znemožňují lodní dopravu. Na dolním toku (od soutoku s řekou Mantaro) je nazývána Ene a Tambo.
Apurímac se v již v poměrně nízké nadmořské výšce 280 m stéká s řekou Urubamba a vzniká tak řeka Ucayali.

## Vodní režim
Zdrojem vody jsou převážně dešťové srážky. Nejvodnější je v létě, což je od prosince do února.